# Per Kölmark
Per Kölmark, född 18 november 1750 i Karlskoga socken, och död 4 augusti 1839 i Karlstad, var en svensk skriftställare.

## Biografi
Kölmark föddes i Karlskoga socken i en aktad bergsmansfamilj. Efter studier i Lund och i Greifswald, promoverades Kölmark 1779 till filosofie magister i Greifswald och blev 1780 docent i praktisk och teoretisk filosofi på samma ställe. 1785 bytte han docenturen i Greifswald mot en dylik i teoretisk filosofi i Uppsala. 1794 utnämndes han till lektor i logik vid gymnasiet i Karlstad. 1809 erhöll han professors titel. Han behöll sin lektorstjänst i Karlstad fram till 1833, men redan 1819 tog han tjänstledigt från densamma för andra sysselsättningar. 1818 erhöll han teologie doktorsvärdighet och var 1810-1823 riksdagsman. 
Kölmark lånade det mesta i sina filosofiska åsikter från andra filosofer; John Locke, Immanuel Kant, Christian von Wolff med flera och var ingen egentlig filosof, men betydde en hel del för svensk filosofi som saknade andra stora namn.
1799 lät han utge en filosofisk lärobok "Utkast till en systematisk afhandling i theoretiska och praktiska philosophien" som betydde mycket för svensk filosofi.
Han har även anonymt utgett ett antal avhanlingar inom moralfilosofins område.
Kölmark avled 1839 i Karlstad.